# Reichlich weiblich
Reichlich weiblich war eine deutsche Frauen-Band in Bigband-Besetzung, die zwischen 1984 und 1989 existierte und zeitgenössischen Jazz spielte. Sie gilt als erste Frauen-Bigband Deutschlands.

## Geschichte
1984 gründeten junge Musikerinnen aus allen Teilen der Bundesrepublik Deutschland den zunächst 13-köpfigen Klangkörper. Der Name der Formation wurde in Assoziation zu Nina Hagens Song „Unbeschreiblich weiblich“ gebildet. Das Orchester verfolgte das Interesse, weiblichen Jazzmusikern in der BRD zu Aufführungsmöglichkeiten mit professionellem Anspruch zu verhelfen. Die Musikerinnen interpretierten eigene Kompositionen, die von der Pianistin Ulrike Haage, der Saxophonistin Sybille Pomorin und der Trompeterin Iris Timmermann stammten. 1985 entstand eine Maxi-Single mit vier Titeln, 1987 eine LP.
Da damals in Europa eine Frauen-Bigband etwas Neuartiges war, wurde das Orchester rasch bekannt und konzertierte in den nächsten Jahren auf Festivals in Deutschland, Frankreich, den Niederlanden und der Schweiz. Beim North Sea Jazz Festival 1988 stand Reichlich Weiblich neben Lester Bowie und dem Vienna Art Orchestra auf der Bühne.

## Diskografie
- Jazzorchester Reichlich Weiblich (Elrec 1985)
- Reichlich weiblich: Live at Moers Festival '87 (Moers Music 1987)